# Drosophila sigmoides
Drosophila sigmoides is een vliegensoort uit de familie van de fruitvliegen (Drosophilidae). De wetenschappelijke naam van de soort werd voor het eerst geldig gepubliceerd in 1872 door Friedrich Hermann Loew.